# Югорє-при-Метликі
Югорє-при-Метликі (словен. Jugorje pri Metliki) — поселення в общині Метлика, регіон Південно-Східна Словенія, Словенія.